# 久水輝夫
久水 輝夫（ひさみず てるお、1937年または1938年 - ）は、日本の地方公務員。仙台市交通事業管理者、同市収入役を歴任。瑞宝小綬章受章。

## 人物・経歴
仙台市役所採用、1993年 (平成5年) 4月 三浦鐵也の後任として衛生局長、総務局長、1997年4月 同職を佐藤政一と交代し青木薫の後任として交通事業管理者、1998年4月 同職を佐藤と交代し東海林恒英の後任として仙台市収入役就任。2001年3月 佐藤を後任として収入役を退任。市役所退職後はNPO法人明るい社会づくり運動仙台地区推進協議会長として東日本大震災からの復興に尽力。2017年4月 有限会社仙萩保険センターを解散。

## 栄典
2014年11月 秋の叙勲で地方自治功労により瑞宝小綬章を受章。